# Krasnaja Jaruga
Krasnaja Jaruga (russisch Красная Яруга) ist eine Siedlung städtischen Typs in der Oblast Belgorod (Russland) mit 8028 Einwohnern (Stand 14. Oktober 2010).

## Geographie
Die Siedlung liegt etwa 70 Kilometer Luftlinie nordwestlich des Oblastverwaltungszentrums Belgorod und gut zehn Kilometer von der Grenze zur Ukraine entfernt, unweit des Flüsschens Ilek, eines linken Zuflusses des Psjol.
Krasnaja Jaruga ist Verwaltungszentrum des gleichnamigen Rajons Krasnaja Jaruga.

## Geschichte
Die Geschichte des Ortes beginnt Ende des 17. Jahrhunderts, als sich Bauern und Kosaken im Gebiet der damaligen Südgrenze des Russischen Reiches ansiedelten. Als Jahr der ersten Erwähnung wird 1681 angegeben; nach anderen Quellen erfolgte die Gründung 1685 auf Anordnung des Zaren Iwan V. und des mitregierenden Pjotr Alexejewitsch.
In Folge war der Ort landwirtschaftlich geprägt; 1874 nahm eine Zuckerfabrik die Produktion auf. 1900 wurde die Eisenbahnstrecke Belgorod – Sumy unweit des Ortes vorbeigeführt, 1910 etwas weiter östlich die in Nord-Süd-Richtung verlaufende Strecke Brjansk – Charkow.
1928 wurde Krasnaja Jaruga erstmals Verwaltungszentrum eines Rajons und blieb es mit Unterbrechungen von 1931 bis 1934 sowie 1962 bis 1991, als das Gebiet zum östlich anschließenden Rajon Rakitnoje gehörte.
Im Zweiten Weltkrieg war der Ort vom 20. Oktober 1941 bis zum 19. Februar 1943 von der deutschen Wehrmacht besetzt. Die im Krieg zerstörte Zuckerfabrik wurde ab 1948 an anderer Stelle wieder aufgebaut, nahm 1950 den Betrieb auf und ist bis heute bedeutendstes Unternehmen des Ortes. 1958 erhielt Krasnaja Jaruga den Status einer Siedlung städtischen Typs.

### Bevölkerungsentwicklung
| Jahr | Einwohner |
| ---- | --------- |
| 1939 | 5982      |
| 1959 | 8476      |
| 1970 | 8490      |
| 1979 | 7482      |
| 1989 | 7221      |
| 2002 | 7823      |
| 2010 | 8028      |

Anmerkung: Volkszählungsdaten

## Wirtschaft und Infrastruktur
In Krasnaja Jaruga gibt es vorwiegend Betriebe der Lebensmittelindustrie. Vier Kilometer südöstlich des Ortszentrums liegt die Station Sweklowitschnaja an der Eisenbahnstrecke von Belgorod nach Sumy in der Ukraine. Der Bahnstrecke folgt eine Regionalstraße.

## Söhne und Töchter des Ortes
- Jewgeni Sawtschenko (* 1950), Politiker, Gouverneur der Oblast Belgorod seit 1993